# Alan Victor Oppenheim
Alan Victor Oppenheim (n. Nueva York, 1937) es profesor de Ingeniería en el Departamento de Ingeniería Eléctrica y Ciencia Computacional del MIT. También es el principal investigador en el Laboratorio de Investigación de Electrónica (RLE) del MIT en el Grupo de Procesamiento Digital de la Señal. En ocasiones realiza trucos de magia en clase para entretener a sus estudiantes.
Los intereses de su investigación se basan principalmente en el área de procesamiento de la señal y sus aplicaciones. Es el coautor de libros de texto ampliamente utilizados como Tratamiento de Señales en Tiempo Discreto y Señales y Sistemas. También es el editor de gran cantidad de libros avanzados sobre procesamiento de la señal.

## Historia Académica
Oppenheim recibió los títulos de Licenciatura y Máster en Ciencias simultáneamente en 1961 y el Doctorado en 1964, todos ellos en Ingeniería Eléctrica por el Instituto Tecnológico de Massachusetts.
Su tesis Superposición en una clase de sistemas no lineales fue escrita bajo la dirección de Amar Bose. También le ha sido otorgado el título de doctor honoris causa por la Universidad de Tel Aviv en 1995. En 1964 Oppenheim se unió al MIT, donde actualmente es profesor de Ingeniería y miembro del Cuerpo Docente MacVicar, programa del MIT que reconoce a aquellos miembros de su facultad que han hecho contribuciones ejemplares y sostenidas a la enseñanza y educación de los estudiantes en el Instituto. Desde 1967 ha estado afiliado al Laboratorio Lincoln del MIT y desde 1977 a la Institución Oceanográfica de Woods Hole

## Afiliaciones y premios
El Dr. Oppenheim es miembro de la Academia Nacional de Ingeniería, socio del IEEE, miembro de Sigma Xi y de HKN. También ha sido socio de Guggenheim y Sackler.
Ha recibido premios por importantes proyectos de investigación y enseñanza, incluyendo la Medalla del Centenario del IEEE (1984), la Medalla a la Educación (1988), la Medalla del Tercer Milenio (2000), la Medalla Jack S. Kilby al Procesamiento de Señales (2007), el Premio a la Sociedad, el Premio al Logro Técnico y el Premio Senior de la Sociedad IEEE sobre Acústica, Voz y Procesamiento de Señales. También ha recibido varios premios del MIT por excelencia docente, incluyendo el Premio Bose y el Premio Everett Moore Baker.

## Publicaciones
El Dr. Oppenheim es autor y coautor de gran cantidad de libros, entre los que se incluyen:
- Oppenheim, Alan V.; Schafer, R.W.; Buck, J. R. (1999). Tratamiento de Señales en Tiempo Discreto. Upper Saddle River, N.J.: Prentice Hall. ISBN 0-13-754920-2.

- Oppenheim, Alan V.; Willsky, Alan S.; Nawab, Hamid (1998). Señales y Sistemas. Pearson Education. ISBN 0-13-814757-4.